# Штойден
Штойден (нем. Steuden) — община в Германии, в земле Саксония-Анхальт. 
Входит в состав района Заале. Подчиняется управлению Вюрде/Зальца.  Население составляет 955 человек (на 31 декабря 2006 года). Занимает площадь 13,69 км².
Община подразделяется на 2 сельских округа.